# Toni Kljaković
Toni Kljaković (Solin, 31. srpnja 1932. – Pula, 2. studenoga 2007.) bio je hrvatski pjevač zabavne glazbe koji je s glazbenom karijerom započeo u zagrebačkom "Varijeteu" potkraj 50-ih godina 20. stoljeća, koja je trajala sve do njegove smrti. Bio je osobito popularan u Hrvatskoj sredinom 1970-ih godina.

## Životopis

### Karijera
U svojoj dugogodišnjoj glazbenoj karijeri nastupio je na brojnim festivalima. Iako je 1964. godine na Splitskom festivalu, otpjevavši u duetu s Terezom Kesovijom pjesmu "Nima Splita do Splita" otpjevao himnu tom gradu, festival uz koje se Tonijevo ime najčešće veže upravo je MIK, na kojem je nastupio 23 puta, izveo 42 pjesme, pobijedio čak sedam puta i u naslijeđe ljubiteljima ča-izričaja i istarsko-primorskog melosa ostavio neke od najljepših pjesama izvedenih na tom festivalu. 
"Kartulina z Kraljevice", "Urinjska baklja", "Ognjišće", "Nebuloza" i "Trsački prošijani" samo su neke od tih pjesama. Toliko je usavršio primorsku čakavicu da su mnogi mislili kako je rođeni Primorac, no Toni je rođeni Solinjanin. Također pjesme po kojima je poznat su "Maškare, ča mogu maškare" i hrvatski prepjev »Pčelice Maje«.

### Smrt
Na koncertu priređenom u čast glazbenog pedagoga, dirigenta i skladatelja Nella Milottija u Puli 2. studenoga 2007. godine, Toni Kljaković se za vrijeme nastupa u Istarskom narodnom kazalištu srušio i ubrzo preminuo.

## Vanjske poveznice
- Radio 3.a – In memoriam: Toni Kljaković  Arhivirana inačica izvorne stranice od 2. srpnja 2015. (Wayback Machine)
- Discogs.com – Toni Kljaković (diskografija)